# Cungli jamen

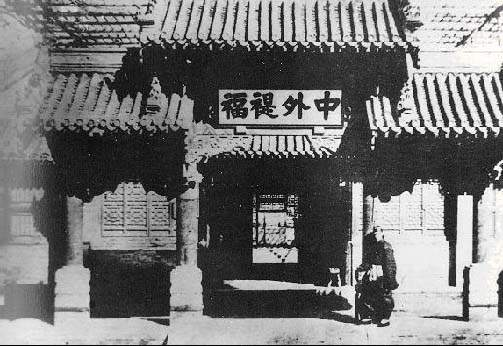
A cungli jamen (zongli yamen) főbejárata

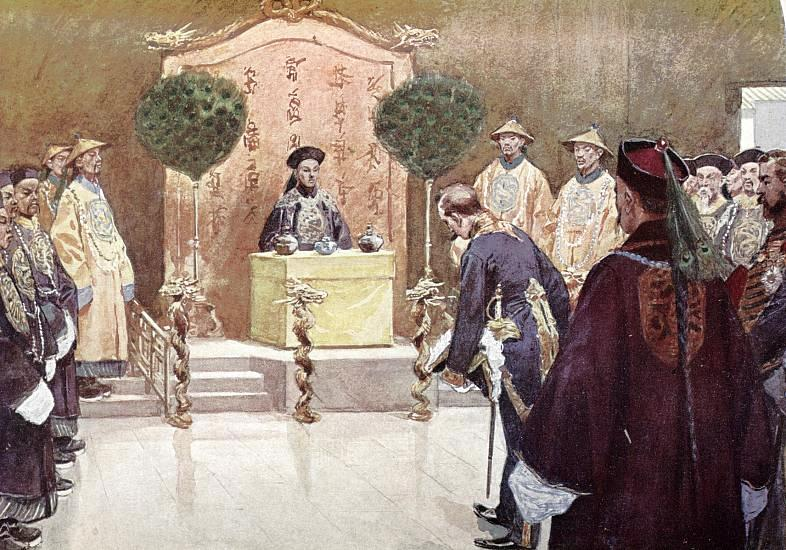
Audiencia a cungli jamenben (zongli yamenben)

A cungli jamen (tradicionális kínai: 總理衙門, egyszerűsített kínai írás: 总理衙门, pinjin: Zǒnglǐ Yámen) a Csing-dinasztia (Qing-dinasztia) külügyekért felelős szerve volt a 19. század második felében. A külügyi hivatalt 1861-ben hozták létre az önerősítési mozgalom részeként és egészen a bokszerlázadás leveréséig, 1901-ig állt fenn. Fő feladata a Pekingben tartózkodó külföldi követekkel való kapcsolattartás volt, és felállítása szakítást jelentett az addigi kínai felfogással, amely szerint Kína nem ismert el semelyik más nemzettel egyenrangú kapcsolatot.

## Története
Három évvel Tajping-felkelés leverése előtt, 1861. január 20-án alapította Kung herceg (Gong herceg), az önerősítési mozgalom egyik intézkedéseként. Ez Kína külügyi hivatalként funkcionált, amely eddig nem létezett, hiszen a kínai vezetés semelyik államot nem ismert el egyenlő félként. Kezdetben tagjainak száma 3 fő volt, majd 1876-ra 11 főre egészült ki. Megalapítását annak köszönhette, hogy a kínai vezető réteg egy része felismerte, hogy Kínát igen nagy hátrányok érték a külföldről és a nemzetközi jogról rendelkezésre álló igen kevés információ miatt, amelynek köszönhetően könnyedén egyeztek meg olyan súlyos következményekben járó dolgokban, mint a vámautonómia és a területenkívüliség. A hivatalt eredetileg ideiglenesnek szánták, ám negyven évig működött.
Feladata hivatalosan a császár által hozott döntések végrehajtása volt, azonban a gyakorlatban minden javaslatát jóváhagyták, így nem csak végrehajtója, de alakítója is lett a döntéseknek. A hivatal segített a nyugati tudomány terjesztésében, az ipar és a kommunikáció modernizálásában. Éppen ezért a konzervatívok állandóan támadták azt, hazaárulással vádolva, mivel a nyugati „barbárokat” akarták tanítónak tekinteni. Feladata volt még a külföldi diplomatákkal történő kapcsolattartás, amelynek köszönhetően nem a Csing (Qing) udvarnak kellett közvetlenül érintkeznie velük. A hivatal ezen kívül koordinálta a külföldiekkel kapcsolatos információgyűjtést is.
Mivel a Cungli jamen a Nagytanács egyik albizottságaként működött, az ügyekre való behatása mindig a tagjainak befolyásától és erejétől függött. A hivatal az udvari intrikák, és Ce-hszi császárné (Cixi császárné) Kung (Gong) herceget háttérbe szorító törekvéseinek köszönhetően az 1870-es évekre minden tényleges befolyását elveszítette. Ennek ellenére szerepe volt az 1898-as száznapos reformban is, amikor is Kang Ju-vej (Kang Youwei) tagjai előtt adhatta elő reformelképzeléseit. Megszüntetésére a bokszerlázadás leverése után került sor, amikor a nyolc nagyhatalom 1901-es Bokszer Jegyzőkönyvében erre kényszerítette a dinasztiát. Helyét a Vajvupu (Waiwubu), vagyis a Külügyminisztérium vette át, amely az összes minisztérium közül a legelső helyen állt, így már sokkal nagyobb mértékben bele tudott szólni a kínai külpolitika alakításába.